# Pachymatisma johnstonia
Fesse d'éléphant
Espèce
La fesse d'éléphant (Pachymatisma johnstonia) est une espèce d'éponges marine.